# Brigham's Ice Cream
A Brigham's Ice Cream é uma marca de sorvete e, anteriormente, uma franquia de restaurante. A Brigham's é vendida em embalagens de litro em toda a Nova Inglaterra e foi servida em restaurantes franqueados localizados em Massachusetts até 2013. A empresa foi fundada em Newton Highlands, Massachusetts. Desde a compra pela HP Hood, seus escritórios estão localizados em Kimball Lane, Lynnfield, Massachusetts. A empresa mantém uma forte identidade regional, usando termos regionais como “wicked” (extremamente) e “frappe” (milkshake com sorvete), e faz referência a eventos com significado especial para os habitantes da Nova Inglaterra, como o Big Dig e a World Series de 2004.  Houve uma época em que havia 100 restaurantes da Brigham's; o último ficava em Arlington, Massachusetts, e mudou de nome em agosto de 2015. Atualmente, o sorvete pertence e é fabricado pela Hood.

## História
A Brigham's foi fundada em 1914 por Edward L. Brigham em Newton Highlands, Massachusetts. Em 1914, Brigham abriu uma loja que vendia sorvete e doces que ele fabricava nos fundos da loja. Originalmente, o sorvete era vendido por cinco centavos e os sundaes por 20 centavos. O sorvete da Brigham's tornou-se tão popular que a polícia local foi chamada para controlar as multidões nos fins de semana. Em 1929, a Brigham's se fundiu com a Symmes' Durand Company, estabelecendo a base da atual Brigham's com a abertura de mais três lojas e uma fábrica de sorvetes. Durante as décadas de 1930 e 1940, os negócios prosperaram e 20 novas lojas foram abertas.
Em 1961, a Brigham's foi adquirida pela Star Market. Quarenta novas lojas foram abertas, oferecendo sanduíches e sorvetes em um novo ambiente de estilo colonial. A Brigham's foi adquirida pela Jewel Companies em 1964, quando a Jewel adquiriu a Star. Em 1968, a Brigham's adquiriu a Buttrick's, uma pequena cadeia de restaurantes em estilo colonial com sede em Arlington, Massachusetts. Esse local tornou-se a nova sede da Brigham's até sua venda para a HP Hood, quando foi fechado. Em seu auge, a Brigham's tinha 100 restaurantes na região da Nova Inglaterra. Em 1982, a Jewel Companies vendeu a Brigham's para proprietários privados. A Brigham's começou a vender quartos de seu sorvete no varejo em 1983 e, desde 2022, é vendida em todos os principais supermercados da Nova Inglaterra.
A Brigham's comprou a Élan Frozen Yogurt em 1993, para expandir e melhorar o cardápio em direção ao crescente setor de sobremesas congeladas. A compra permitiu que a Brigham's entrasse na região de Nova Iorque, bem como em outros mercados demográficos. Em 2003, a Brigham's lançou sua primeira novidade, a Brigham's Ice Cream Bar.
Em 27 de junho de 2008, em uma transação com credores garantidos liderada pelo detentor da dívida sênior da empresa, o Cambridge Savings Bank, a Brigham's foi dividida em duas empresas e vendida para a HP Hood LLC e Luke Cooper da Deal Metrics, LLC. Hood adquiriu a marca Brigham's e todos os produtos, propriedade, sabores e receitas. Em um acordo separado, a Brigham's concordou em vender seus 28 pontos de venda e restaurantes para a Deal Metrics LLC, sediada em Baltimore, por meio de sua holding, a New England Food Service, LLC. A fabricação do sorvete Brigham's para venda em supermercados foi vendida para a Hood.
Os restaurantes da Brigham's não sobreviveram à fusão e, em 2009, a empresa entrou com pedido de falência e acabou fechando todos os restaurantes de propriedade da empresa. Os locais franqueados continuaram a operar até 2013, quando os quatro locais franqueados restantes (Arlington Heights, Hingham, North Andover e Quincy) foram forçados a retirar a marca dos nomes de suas lojas. A unidade de Arlington Heights se tornou Diggums em agosto de 2015 (fechada em dezembro de 2016), a unidade de Hingham se tornou Patti's Place (já fechada), Quincy se tornou The Ice Cream Parlour e a unidade de North Andover agora se chama Fari's Diner.
A Hood, identificada como BIC Acquisitions, LLC, continua comercializando o sorvete Brigham's nas lojas e é proprietária das marcas registradas e do site oficial.